# Вайлендвілл (Пенсільванія)
Вайлендвілл (англ. Wylandville) — переписна місцевість (CDP) в США, в окрузі Вашингтон штату Пенсільванія. Населення — 512 особи (2020).

## Географія
Вайлендвілл розташований за координатами 40°12′36″ пн. ш. 80°7′35″ зх. д. / 40.21000° пн. ш. 80.12639° зх. д. (40.209902, -80.126340).  За даними Бюро перепису населення США в 2010 році переписна місцевість мала площу 3,80 км², уся площа — суходіл.

## Демографія
Згідно з переписом 2010 року, у переписній місцевості мешкала 391 особа в 168 домогосподарствах у складі 102 родин. Густота населення становила 103 особи/км².  Було 174 помешкання (46/км²).
Расовий склад населення:
| - 95,1 % — білих - 3,6 % — чорних або афроамериканців |

До двох чи більше рас належало 1,3 %. Частка іспаномовних становила 1,0 % від усіх жителів.
За віковим діапазоном населення розподілялося таким чином: 20,2 % — особи молодші 18 років, 66,0 % — особи у віці 18—64 років, 13,8 % — особи у віці 65 років та старші. Медіана віку мешканця становила 46,1 року. На 100 осіб жіночої статі у переписній місцевості припадало 111,4 чоловіків;  на 100 жінок у віці від 18 років та старших — 108,0 чоловіків також старших 18 років.
Середній дохід на одне домашнє господарство  становив 54 462 долари США (медіана — 50 568), а середній дохід на одну сім'ю — 55 762 долари (медіана — 50 000). За межею бідності перебувало 8,9 % осіб, у тому числі 0,0 % дітей у віці до 18 років та 0,0 % осіб у віці 65 років та старших.
Цивільне працевлаштоване населення становило 162 особи. Основні галузі зайнятості: освіта, охорона здоров'я та соціальна допомога — 28,4 %, мистецтво, розваги та відпочинок — 21,6 %, роздрібна торгівля — 18,5 %.